# Lunascape (navegador)
Lunascape es un navegador web desarrollado por Lunascape Corporation en Tokio, Japón. Es uno de los pocos navegadores que consta de tres motores de renderizado: Gecko (utilizado en Mozilla Firefox), Webkit (utilizado en Safari y Google Chrome), y Trident (utilizado en Microsoft Internet Explorer). El usuario puede cambiar entre los motores de renderizado perfectamente.
En la actualidad está disponible para Windows y sistemas Android, así como también para otras plataformas como MacOS e iOS.

## Historia
Lunascape fue lanzado en octubre de 2001 mientras los fundadores estaban en la universidad. A medida que el navegador se hizo popular, Hidekazu Kondo fundó la compañía Lunascape Corporation el 26 de agosto de 2004, de la que posteriormente Hidekazu se convirtió en su CEO. Además, Lunascape fue seleccionado como un "Proyecto de Software Exploratorio" encargado por el gobierno japonés.
En Estados Unidos establece su sede en San José, California en junio de 2008. La decisión fue tomada debido al alcance mundial de Internet con sus 700 billones de usuarios, mientras que Japón solo tiene 90 millones de usuarios. Según el fundador de la compañía Kondo: "Silicon Valley es el lugar para ampliar el negocio global de TI a un entorno muy bueno. Gran parte del éxito en todo, así que consulte con la idea en serio. Spawn nuevos negocios para la red. Abogado de uno Es amplio red de contactos en Japón y sienta la diferencia. Si yo sólo quería ir ", dijo Kondo. 
Lunascape presentó su navegador a nivel internacional en diciembre de 2008. Fue uno de los 12 navegadores ofrecidos a los usuarios de Microsoft Windows dentro del Espacio Económico Europeo en 2010.
A finales de 2019, Lunascape fue adquirida por G.U.Labs, con Hidekazu Kondo permaneciendo como director representante.

## Otros productos
El buque insignia de la compañía no solo es su navegador, sino que también proporciona servicios web, como redes sociales y un portal web. Esta empresa también ofrece una versión móvil del navegador de web.